# Marie-Guillemine Benoist
Marie-Guillemine Benoist, född 1768 i Paris, död 1826 i Paris, var en fransk målare. Hon är främst känd för sina historiska motiv och genremåleri i nyklassicism. 